# Usama al-Mazini
Usama al-Mazini (auch Osama Mazini; arabisch أسامة المزيني, DMG Usāma al-Mazīnī; * 1966, Gazastreifen; † 16. Oktober 2023, Gazastreifen) war ein religiöser und politischer Führer der Hamas, der palästinensischen bewaffneten terroristischen und politischen Organisation mit Verbindung zum militärischen Flügel der Qassam-Brigaden, mit Doktortitel und eigener Moschee. Er war Chef des sogenannten Schura-Rats der Hamas.

## Leben
Mazini war der verantwortliche Verhandlungsführer bei der Geiselnahme des israelischen Soldaten Gilad Schalit. Er stellte die Grenzöffnungen und das Ende der Blockade in Zusammenhang mit der Wiederaufnahme der Verhandlungen zur Freilassung von Gilad Schalit. Als Reaktionen auf die Verletzung der Waffenruhe 2008 gab er an, dass die Tatsache der Waffenruhe über Gaza keine Bedeutung habe, solange palästinensisches Blut im Westjordanland erlaubt sei. Es stehe den Izz-ad-Din-al-Qassam-Brigaden und anderen Organisationen frei, auf israelische Angriffe im Westjordanland zu reagieren. Er sagte, es sei zu erwägen gewesen, die Waffenruhe aufgrund der über den Gazastreifen verhängten Blockade im Gazastreifen anzufangen. Ferner sagte er, dass Mahmud Abbas verantwortlich dafür sei, das Abkommen der Waffenruhe auf das Westjordanland auszudehnen.
Am 19. Februar 2007 teilte Mazini seine Position zum Mekka-Abkommen aus der Sicht der Hamas mit, in dem er darauf hinwies, dass er „den Staat dieser Entität [Israel] anerkennen werde“. Während der Operation Gegossenes Blei im Dezember 2008 warnte Mazini Israel davor, Bodentruppen in den Gazastreifen zu senden, da „die Einwohner von Gaza darauf warten, den zionistischen Feind in Fleischstücke zu zerreißen.“